# Matthias Buse
Matthias Buse, född 3 mars 1959 i Zittau, är en tysk tidigare backhoppare och nuvarande idrottsledare. Han tävlade för Sportclub Dynamo Klingenthal och Östtyskland (DDR).

## Karriär
Matthias Buse debuterade i östtyska A-landslaget 1977. Strax innan hade han tagit silvermedalj i normalbacken under det allra första junior-VM, som gick av stapeln i Le Châble i Sainte-Croix i Schweiz 11 februari 1977.
Säsongerna 1979/1980 och 1980/1981 var hans bästa i världscupen. Han kom på åttonde plats båda säsongerna. Han var som bäst trea i en deltävling i världscupen. I Tysk-österrikiska backhopparveckan blev han tvåa säsongen 1977/1978. Han vann deltävlingen i Schattenbergbacken i Oberstdorf.
Matthias Buse blev världsmästare i normalbacken i VM i Lahtis 1978. I VM i Engelberg 1984 tog han en silvermedalj tillsammans med det östtyska laget. Matthias Buse deltog även i Olympiska spelen 1984 i Sarajevo, där han tog 21:e plats i stora backen.
Buse avslutade sin aktiva idrottskarriär 1984.

## Senare karriär
Buse var från 2003 till 2006 viceordförande i skidföreningen VSC Klingenthal. För närvarande[när?] är han verksam vid backanläggningen Vogtland Arena, i Klingenthal i Sachsen.